# Великолукский трактат
Русско-испанский договор, Великолукский трактат — международный договор, заключённый 8 (20) июля 1812 года в Великих Луках между Российской империей и верховным правительством Королевства Испания, находившимся в то время в Кадисе и действовавшим от имени Фердинанда VII.
Национальные кортесы, возглавившие борьбу испанского народа против Наполеона, ещё в конце 1810 года предприняли зондаж в Петербурге в отношении возможности заключения русско-испанского союза против Франции. В октябре 1811 года в Россию прибыл с целью заключения союза тайный дипломатический агент кортесов Сеа Бермудес, предварительно посетивший Лондон, где английский министр иностранных дел Уэлсли уполномочил его обещать России содействие Англии в случае войны с Наполеоном. В Петербурге Сеа Бермудес завязал секретные переговоры непосредственно с Александром I без ведома министра иностранных дел Н. П. Румянцева, сторонника французской ориентации. Александр I, заинтересованный (ввиду ухудшения отношений с Францией) в том, чтобы Наполеон держал в Испании значительные силы, склонялся к поддержке испанцев, но не спешил с заключением формального союза. Лишь после открытого разрыва между Россией и Францией русско-испанские переговоры, в которые был, наконец, посвящен и Румянцев, приняли более конкретный характер и завершились заключением Русско-испанским договора.
Русско-испанский договор провозглашал дружбу, согласие и союз между Россией и Испанией (ст. 1). Обе стороны выразили твёрдое намерение вести с момента заключения соглашения «мужественную войну против императора французов, общего врага России и Испании», и оказывать друг другу взаимную помощь (ст. 2). Александр I признал де юре кортесы в Кадиксе и принятую ими 18. III 1812 года конституцию (ст. 3), что имело очень важное значение для укрепления международного положения кортесов.
Последствием Русско-испанским договора было согласование военных усилий обеих стран в борьбе с Наполеоном, что затруднило в критические моменты войны 1812 года и кампании 1813 года переброску наполеоновских войск.